# Grigoris Lambrakis
Grigoris Lambrakis (griechisch Γρηγόρης Λαμπράκης, * 3. April 1912 in Kerasitsa; † 27. Mai 1963 in Thessaloniki) war ein griechischer Politiker des Linkssozialismus und Aktivist der Friedensbewegung. Er wurde 1963 nach einer Friedensdemonstration von Rechtsextremisten ermordet.

## Jugend
Lambrakis wurde in dem Dorf Kerasitsa im Distrikt Tegea (Arkadien, Peloponnes) geboren. Nach dem Gymnasium in seinem Heimatort nahm er an der Medizinischen Fakultät der Universität Athen ein Studium auf.
Lambrakis war ein Leichtathlet. Von 1936 bis 1953 hielt er den griechischen Rekord im Weitsprung. Auch gewann er Goldmedaillen bei den jährlich stattfindenden Balkanspielen, an denen Athleten aus Griechenland, Jugoslawien, Bulgarien, Rumänien und der Türkei teilnahmen. Er nahm an den Olympischen Sommerspielen 1936 im Weitsprung und im Dreisprung teil.
In der Zeit von 1941 bis 1944, während der Zeit der Besetzung Griechenlands durch die Achsenmächte im Zweiten Weltkrieg, nahm Lambrakis aktiv am griechischen Widerstand teil. 1943 gründete er die „Union Griechischer Athleten“ und organisierte regelmäßige Wettkämpfe. Die Einnahmen aus diesen Spielen verwandte er zur Unterstützung von Essensausgabe-Stellen für die hungernde Bevölkerung.

## Nachkriegsaktivitäten
Nach dem Zweiten Weltkrieg schloss Lambrakis sein Medizinstudium ab und arbeitete als Dozent in der Abteilung für Gynäkologie. Er setzte auch sein Engagement für die Armen fort, indem er eine kleine Privatklinik für Menschen unterhielt, die sich keine medizinische Hilfe leisten konnten.
Wiewohl kein Kommunist, tendierte Lambrakis’ politische und ideologische Orientierung nach links. Er war engagierter Pazifist und votierte entschieden gegen den Vietnamkrieg. Seine politische Plattform war die Eniea Dimokratiki Aristera (griechisch Ενιαία Δημοκρατική Αριστερά ΕΔΑ, Vereinigung der Demokratischen Linken EDA), die einzige legale politische Links-Partei in der Zeit zwischen dem Griechischen Bürgerkrieg von 1946 bis 1949 und der Griechischen Militärdiktatur von 1967 bis 1974. Er wurde bei den Wahlen 1961 ins Griechische Parlament als Abgeordneter von Piräus gewählt. Im gleichen Jahr entstand auf seine Initiative hin in Griechenland die „Kommission für Internationale Abrüstung und Frieden“ EDYE. In seiner Eigenschaft als Vizepräsident dieser Organisation nahm Lambrakis an internationalen Friedenstreffen und Demonstrationen teil, trotz häufiger Drohungen gegen sein Leben. Für den 21. April 1963 organisierte die pazifistische Bewegung die erste Pazifisten-Rallye von Marathon nach Athen. Die Polizei intervenierte, verbot den Demonstrationszug und verhaftete viele Demonstranten (unter ihnen Mikis Theodorakis). Lambrakis, geschützt durch seine parlamentarische Immunität, marschierte allein und hielt am Ende die Fahne mit dem Friedenssymbol, die er zuvor in Aldermaston in England bei einer Demonstration gegen die Atomwaffen-Stationierung getragen hatte.

## Der Mord
Im Anschluss an eine Friedenskundgebung am 22. Mai 1963 in Thessaloniki lief Lambrakis nur in Begleitung zweier Kollegen zum nahegelegenen Hotel. Die Polizei hatte zuvor die Gegend weitläufig abgesperrt. Innerhalb der Sperrzone tauchte ein kleiner Lieferwagen nach Art eines Piaggio Ape auf und überfuhr Lambrakis unmittelbar vor dem Hotel. Fahrer und Beifahrer des Lieferwagens waren die zwei Rechtsextremisten Emmanouilidis und Spyros Gotzamanis. Fehler im Sicherheitskonzept der Polizei nährten bereits unmittelbar nach dem Vorfall den Verdacht, dass staatliche oder paramilitärische Stellen in den Mord verwickelt sein könnten. Tatsächlich tauchten später viele Ungereimtheiten auf. Lambrakis starb an schweren Kopfverletzungen in Folge der Kollision fünf Tage später im Krankenhaus. Er wurde unter großer Anteilnahme der Öffentlichkeit am 28. Mai 1963 auf dem Ersten Athener Friedhof beigesetzt.
Die strafrechtlichen Ermittlungen leitete der Untersuchungsrichter Christos Sartzetakis. Er setzte auf eine kompromisslose Untersuchung des Vorfalls und seiner Zusammenhänge und konnte nachweisen, wie bestimmte Kreise in Polizei und Armee Ermittlungen verhindert hatten und in Vertuschungen verwickelt waren. Anklage wurde trotzdem nur wegen „Körperverletzung mit Todesfolge“ und nicht wegen Mordes erhoben. Man beschuldigte die Richter, politisch geurteilt zu haben, es folgte eine öffentliche Empörung in weiten Teilen der Bevölkerung. Urteil und Vorgeschichte waren Vorlage des Romans Z von Vassilis Vassilikos, der später durch Costa-Gavras verfilmt wurde.

## Posthumes
Ministerpräsident Konstantin Karamanlis, Vorsitzender der ERE-Regierung, wurde von Andreas Papandreou bezichtigt, „moralischer Anstifter der Ermordung Lambrakis’“ gewesen zu sein.
Karamanlis, der von linksstehenden und teilweise von zentristischen Kreisen in dieser seiner ersten Amtszeit als Repräsentant ebenjenes repressiven Systems angesehen wurde, stellte mit Bezug auf die Lambrakis-Affäre öffentlich die Frage: „Wer regiert eigentlich in diesem Land?“  Mit der Aufklärung von zahlreichen Verflechtungen der Staatsorgane mit dem Nebenstaat (Parakrátos) wurde ihm und der Öffentlichkeit wohl seine Ohnmacht in vielen Dingen bewusst. Am 17. Juni 1963 trat er zurück. Bei der Parlamentswahl am 3. November 1963 erhielt die ERE nur 39,37 % der Stimmen (nach 50,81 % bei der Wahl 1961); Karamanlis emigrierte nach Paris. 
Im Juni 1963, kurz nach Lambrakis' Ermordung, wurde die Demokratische Jugendbewegung Grigoris Lambrakis (griechisch Δημοκρατική Κίνηση Νέων Γρηγόρης Λαμπράκης [ΔΚΝΓΛ]) gegründet, im September 1964 wurde die in Demokratische Lambrakis-Jugend (griechisch Δημοκρατική Νεολαία Λαμπράκη) umbenannte Organisation mit der Jugendorganisation der Eniea Dimokratiki Aristera EDA vereinigt. Die „Lambrakiden“ waren eine dynamische politische Jugendorganisation. Sie spielten insbesondere bei den heftigen, von teilweise auch gewalttätigen Demonstrationen begleiteten Auseinandersetzungen Mitte der 1960er Jahre eine aktive Rolle, waren aber auch in der Bildungsarbeit und etwa für die Elektrifizierung von Dörfern engagiert. Ihr erster Vorsitzender war Mikis Theodorakis. Später ging die Lambrakis-Jugend praktisch in der politischen Jugendorganisation Rigas Feraios auf; diese war mit der eurokommunistisch orientierten KKE (Inland) verbunden.
Der seit 1983 vom griechischen Leichtathletikverband SEGAS ausgerichtete Athen-Marathon ist dem Andenken von Lambrakis gewidmet.
Der Untersuchungsrichter Christos Sartzetakis war von März 1985 bis Mai 1990 Staatspräsident Griechenlands.